# Max von Schlebrügge
Max Walter Sebastian von Schlebrügge (Solna, 1º febbraio 1977) è un ex calciatore svedese.

## Biografia
È cugino alla lontana di Uma Thurman, in quanto la nonna paterna è sorellastra della madre dell'attrice.

## Palmarès
- Campionato belga: 1

Anderlecht: 2006-07